# Khia
Khia Shamone Finch (nata Chambers, nota semplicemente come Khia; Filadelfia, 8 novembre 1977) è una rapper statunitense.

## Biografia
Nata a Filadelfia, si è trasferita a Tampa in Florida all'età di undici anni e successivamente alle Hawaii con suo padre a quattordici anni. Durante l'adolescenza ha dato alla luce a due figli: Khia e Rashawn. Prima di diventare una rapper ha lavorato come barista al Club XS di Tampa.
Nella primavera del 2002 Khia ha pubblicato il suo singolo di debutto, My Neck, My Back (Lick It), che è presto diventata un successo internazionale raggiungendo il 4º posto nella classifica del Regno Unito e il 42º negli Stati Uniti, oltre ad entrare in top 30 nelle classifiche di Australia, Germania, Irlanda e Paesi Bassi. Il singolo ha anticipato l'album di debutto Thug Misses, che ha raggiunto il 33º posto nella Billboard 200 ed è stato certificato disco d'oro dalla Recording Industry Association of America per le oltre 500 000 copie vendute a livello nazionale negli Stati Uniti.
Nel 2006 ha collaborato con Janet Jackson per il brano So Excited, estratto come secondo singolo dal suo album 20 Y.O.. Nello stesso anno è uscito il suo secondo album d'inediti, Gangstress.
Dal 2017 Khia è co-presentatrice insieme all'amica Ts Madison di una web series settimanale sul gossip intitolata The Queen's Court, con una media di 300.000 visualizzazioni per episodio. Le due hanno registrato insieme il brano Next Caller, che è stato utilizzato come sigla del programma. Il 5 febbraio 2018 Khia ha lasciato lo show per via di divergenze con Ts Madison; il 5 marzo successivo ha dato il via alla sua web series personale, Gag Order.

## Discografia

### Album in studio
- 2002 - Thug Misses
- 2006 - Gangstress
- 2008 - Nasti Muzik
- 2012 - MotorMouf aka Khia Shamone
- 2014 - Love Locs
- 2016 - QueenDomCum

### Mixtape
- 2006 - All Hail the Queen
- 2008 - The Boss Lady (con DJ Scream)
- 2008 - Sweet Respect (con DJ Keem Dawg)

### Singoli
- 2002 - My Neck, My Back (Lick It)
- 2006 - Snatch the Cat Back
- 2008 - What They Do (feat. Gucci Mane)
- 2008 - Be Your Lady
- 2010 - Been a Bad Girl
- 2014 - You Deserve
- 2015 - Yum Yum Sauce
- 2017 - Next Caller (con Ts Madison)
- 2017 - Petty